# 1977 en hockey sur glace
Cette page présente les éléments de hockey sur glace de l'année 1977, que ce soit d'un point de vue rencontres internationales ou championnats nationaux. Les grandes dates des différentes compétitions sont données ainsi que les décès de personnalités du hockey mondial.

## Autres Évènements

### Décès
- 25 janvier : décès d'Helge Bostrom, joueur puis entraîneur, il évolua durant quatre saisons avec les Black Hawks de Chicago.
- 6 avril : décès de Bill Cook, tout premier capitaine de la franchise des Rangers de New York, il fut également celui qui inscrivit le tout premier but de l'équipe. Intronisé au Temple de la renommée du hockey en 1952.
- 6 mai : décès d'Eddie Wiseman, joueur ayant remporté la Coupe Stanley avec les Bruins de Boston en 1941.
- 12 mai : décès de Barry Ashbee, joueur des Flyers de Philadelphie dont le numéro 4 fut retiré par ces derniers. Il meurt des suites d'une Leucémie.
- 12 décembre : Frank Boucher, joueur, entraîneur et directeur-gérant des Rangers de New York. Il fut le premier joueur de la LNH à atteindre le plateau des 250 passes en carrière.